# Eubranchus malakhovi
Eubranchus malakhovi — вид голозябрових молюсків родини Eubranchidae. Описаний у 2021 році.

## Поширення
Вид поширений в Японському морі. Виявлений у бухті Рудная в Приморському краї Росії.

## Таксономія
Вид виокремлений у 2021 році на основі генетичних досліджень від арктичного виду E. odhneri і E. sanjuanensis, що мешкає у північно-східній частині Тихого океану.
Вид названо на честь російського зоолога Володимира Малахова, завідувача кафедри зоології безхребетних біологічного факультету МДУ.